# Puilboreau
Puilboreau és un municipi francès situat al departament del Charente Marítim i a la regió de la Nova Aquitània. L'any 2007 tenia 5.101 habitants.

## Demografia

### Població
El 2007 la població de fet de Puilboreau era de 5.101 persones. Hi havia 2.012 famílies de les quals 521 eren unipersonals (211 homes vivint sols i 310 dones vivint soles), 736 parelles sense fills, 594 parelles amb fills i 161 famílies monoparentals amb fills.
La població ha evolucionat segons el següent gràfic:
Habitants censats

### Habitatges
El 2007 hi havia 2.238 habitatges, 2.044 eren l'habitatge principal de la família, 110 eren segones residències i 83 estaven desocupats. 1.875 eren cases i 270 eren apartaments. Dels 2.044 habitatges principals, 1.447 estaven ocupats pels seus propietaris, 566 estaven llogats i ocupats pels llogaters i 31 estaven cedits a títol gratuït; 28 tenien una cambra, 155 en tenien dues, 275 en tenien tres, 650 en tenien quatre i 937 en tenien cinc o més. 1.766 habitatges disposaven pel capbaix d'una plaça de pàrquing. A 991 habitatges hi havia un automòbil i a 900 n'hi havia dos o més.

### Piràmide de població
La piràmide de població per edats i sexe el 2009 era:
| Homes | Edats   | Dones |
| ----- | ------- | ----- |
| 0     | 95 o +  | 32    |
| 12    | 90 a 94 | 36    |
| 20    | 85 a 89 | 80    |
| 28    | 80 a 84 | 48    |
| 76    | 75 a 79 | 60    |
| 100   | 70 a 74 | 84    |
| 92    | 65 a 69 | 116   |
| 100   | 60 a 64 | 100   |
| 100   | 55 a 59 | 128   |
| 192   | 50 a 54 | 204   |
| 176   | 45 a 49 | 240   |
| 224   | 40 a 44 | 188   |
| 124   | 35 a 39 | 168   |
| 136   | 30 a 34 | 84    |
| 124   | 25 a 29 | 140   |
| 152   | 20 a 24 | 92    |
| 201   | 15 a 19 | 184   |
| 204   | 10 a 14 | 184   |
| 108   | 5 a 9   | 104   |
| 100   | 0 a 4   | 80    |

## Economia
El 2007 la població en edat de treballar era de 3.229 persones, 2.353 eren actives i 876 eren inactives. De les 2.353 persones actives 2.184 estaven ocupades (1.108 homes i 1.076 dones) i 170 estaven aturades (71 homes i 99 dones). De les 876 persones inactives 401 estaven jubilades, 295 estaven estudiant i 180 estaven classificades com a «altres inactius».

### Ingressos
El 2009 a Puilboreau hi havia 2.111 unitats fiscals que integraven 5.033,5 persones, la mediana anual d'ingressos fiscals per persona era de 20.867 €.

### Activitats econòmiques
Dels 503 establiments que hi havia el 2007, 5 eren d'empreses extractives, 5 d'empreses alimentàries, 8 d'empreses de fabricació d'altres productes industrials, 56 d'empreses de construcció, 184 d'empreses de comerç i reparació d'automòbils, 12 d'empreses de transport, 31 d'empreses d'hostatgeria i restauració, 3 d'empreses d'informació i comunicació, 24 d'empreses financeres, 25 d'empreses immobiliàries, 46 d'empreses de serveis, 73 d'entitats de l'administració pública i 31 d'empreses classificades com a «altres activitats de serveis».
Dels 99 establiments de servei als particulars que hi havia el 2009, 2 eren oficines de correu, 3 oficines bancàries, 11 tallers de reparació d'automòbils i de material agrícola, 2 tallers d'inspecció tècnica de vehicles, 7 paletes, 9 guixaires pintors, 12 fusteries, 8 lampisteries, 7 electricistes, 5 empreses de construcció, 10 perruqueries, 14 restaurants, 6 agències immobiliàries, 1 tintoreria i 2 salons de bellesa.
Dels 92 establiments comercials que hi havia el 2009, 1 era un hipermercat, 1 un supermercat, 2 grans superfícies de material de bricolatge, 1 una botiga de menys de 120 m², 2 fleques, 2 botigues de congelats, 2 llibreries, 22 botigues de roba, 11 botigues d'equipament de la llar, 6 sabateries, 4 botigues d'electrodomèstics, 17 botigues de mobles, 7 botigues de material esportiu, 2 botigues de material de revestiment de parets i terra, 5 drogueries, 1 una perfumeria, 3 joieries i 3 floristeries.
L'any 2000 a Puilboreau hi havia 17 explotacions agrícoles que ocupaven un total de 936 hectàrees.

## Equipaments sanitaris i escolars
El 2009 hi havia 1 hospital de tractaments de curta durada, 2 hospitals de tractaments de mitja durada (seguiment i rehabilitació), 1 un hospital de tractaments de llarga durada, 1 centre de salut i 2 farmàcies.
El 2009 hi havia 1 escola maternal i 1 escola elemental.

## Poblacions més properes
El següent diagrama mostra les poblacions més properes.